# آن میوالد
آن میوالد (انگلیسی: Anne Meiwald؛ زادهٔ ۱۵ مارس ۱۹۹۵) بازیکن فوتبال اهل انگلستان است که در دفاع برای واتفورد بازی می‌کند. 